# Argentina (рід рослин)
Argentina — рід квіткових рослин родини трояндових (Rosaceae). Систематика роду ще у стані розробки. У рід включають чотири види, що раніше належали до роду перстач (Potentilla). Ще 25 видів перебувають у стадії вивчення.

## Види
- Argentina anserina
- Argentina anserinoides
- Argentina egedii
- Argentina pacifica